# Neal Jones
Pour les articles homonymes, voir Neal et Jones.
Neal Jones, né Marvin Neal Jones, Jr. le 2 janvier 1960 à Wichita (Kansas), est un acteur de cinéma, de télévision et de théâtre américain.

## Vie personnelle
Jones vit en Floride avec sa femme, Jamie, et leurs enfants.

## Filmographie

### Cinéma
| Année | Film                      | Rôle                                  | Notes                                   |
| ----- | ------------------------- | ------------------------------------- | --------------------------------------- |
| 1987  | Dirty Dancing             | Billy Kostecki                        |                                         |
| 1992  | Glengarry                 | Homme au magasin de donuts            |                                         |
| 1993  | Romeo Is Bleeding         | Clerk                                 |                                         |
| 1996  | Looking for Richard       | Messenger                             |                                         |
| 1996  | Ratchet                   | Sam Leary                             |                                         |
| 1997  | Silent Prey               | Kevin O'Neill                         | Aussi connu sous le nom Silent Predator |
| 1997  | Sax and Violins           |                                       |                                         |
| 1997  | À armes égales            | Officier de service                   |                                         |
| 1997  | L'Associé du diable       | Larry                                 |                                         |
| 1998  | Day at the Beach          | Chuck Hanson                          |                                         |
| 1998  | Come To                   | Motard #1                             | Court métrage                           |
| 1998  | Couvre-feu                | Représentant de la police de New York |                                         |
| 2000  | Chinese Coffee            | Eteocles/Acteur qui joue              |                                         |
| 2001  | Queenie in Love           | Docteur                               |                                         |
| 2001  | Way Off Broadway          | M. Scott                              |                                         |
| 2002  | Bridget                   | Hawks Anwalt                          |                                         |
| 2002  | Dérapages incontrôlés     | Rédacteur                             |                                         |
| 2002  | In America                | Officier de l'immigration #1          |                                         |
| 2003  | Beautiful Kid             |                                       | Sortie directe en vidéo                 |
| 2004  | Zombie Honeymoon          | Officier Carp                         |                                         |
| 2005  | Game 6 (en)               | Yessiree Bob                          |                                         |
| 2006  | The House Is Burning (en) | Shérif                                |                                         |
| 2008  | Mona                      | John                                  |                                         |
| 2009  | Carbone's Birthday        | Pachenko                              | Court métrage                           |
| 2010  | Heterosexuals             | Barry                                 |                                         |

### Télévision
| Année | Série                                 | Épisode(s)                                                                                             | Rôle                                           |
| ----- | ------------------------------------- | --- | ---------------------------------------------- |
| 1989  | Monsters                              | "Taps"                                                                                                 | Gary Gregory                                   |
| 1991  | New York, police judiciaire           | "Un Acte Malheureux"                                                                                   | Ray                                            |
| 1995  | New York, police judiciaire           | "Dans les Brumes du Secret"                                                                            | Bill D.                                        |
| 1998  | New York, police judiciaire           | "Jeune Fille à la Dérive"                                                                              | M. Flynn                                       |
| 1999  | Sex and the City                      | "Confidences sur l'oreiller"                                                                           | Richard                                        |
| 2000  | New York 911                          | "Pris au piège"                                                                                        | Brian                                          |
| 2001  | Les Soprano                           | "Le Quartier de Monsieur Ruggerio"                                                                     | Agent Tancredi                                 |
| 2004  | The Jury                              | "Tragédie shakespearienne"                                                                             | Kevin Sykes                                    |
| 2004  | Rescue Me : Les Héros du 11 septembre | "Conséquences", "Malaises"                                                                             | Peter Reilly                                   |
| 2005  | Rescue Me : Les Héros du 11 septembre | "La famille s'agrandit", "Instaurer le dialogue", "Vices cachés", "Une fête trop gay", "Tout un poème" | Peter Reilly                                   |
| 2005  | Esprits criminels                     | "Une affaire de famille"                                                                               | Karl Arnold, aussi connu sous le nom du Renard |
| 2006  | New York, section criminelle          | "Le Secret", "Sauver Willow !"                                                                         | Détective en chef Bradshaw                     |
| 2007  | New York, section criminelle          | "Motus et bouche cousue"                                                                               | Détective en chef Bradshaw                     |
| 2007  | Preuve à l'appui (série télévisée)    | "Jeunes filles sans histoire"                                                                          | Russell Berman                                 |
| 2008  | Generation Kill                       | Sept épisodes — série complète                                                                         | Sergent Major John Sixta                       |
| 2009  | New York, police judiciaire           | "Sous le Sceau du Secret"                                                                              | Alex Boone                                     |
| 2009  | Esprits criminels                     | "Manipulation"                                                                                         | Karl Arnold, aussi connu sous le nom du Renard |